# Крапостіна Марина Юріївна
Марина Юріївна Крапостіна (народжена Рибальченко; 4 вересня 1969, м. Сургут, СРСР — 6 грудня 1999, Москва) — співачка українського походження, артистка-вокалістка, солістка Кубанського козачого хору. Заслужена артистка України (1997), лауреат Молодіжної премії Кубані, двічі лауреат Краєвої премії імені Гліба Митрофановича Сєдіна.

## Життєпис
Народилася 4 вересня 1969 року в місті Сургуті Тюменської області в родині сибірських українців. Тут вона жила з батьками до переїзду на Кубань в 1981 році.  Батько — Юрій Федорович Рибальченко. Мати — Неллі Іванівна Рибальченко.
Закінчила Краснодарський державний інститут культури (зараз — Краснодарський державний університет культури і мистецтв).
Працювала солісткою Державного ансамблю пісні і танцю «Козацька вольниця» (1989—1993), державного Кубанського козачого хору (1994—1999; обидва — м. Краснодар).
Серед доробку Марини — пісні «Сонце низенько», «Русь», «Ой хоча б, Господи, та й повечеріло», «Бідна пташка у клітці сидить», «Коли баян не говорить», «Била жінка чоловіка» та ін. Низка пісень були записані на компакт-диски.
Навесні 1999 року у Марини було виявлено пухлину головного мозку. Їй зробили операцію, далі був двомісячний курс радіотерапії. Проте подолати важкий недуг їй не судилося. Марина Крапостіна померла рано вранці 6 грудня 1999 року в Москві.

## Нагороди та почесні звання
- Заслужена артистка України
- Лауреат Молодіжної премії Кубані
- Двічі лауреат Краєвої премії імені Гліба Митрофановича Сєдіна